# Srilankametrus gravimanus
Espèce
Synonymes
- Scorpio gravimanus Pocock, 1894
- Heterometrus gravimanus (Pocock, 1894)

Srilankametrus gravimanus est une espèce de scorpions de la famille des Scorpionidae.

## Distribution
Cette espèce est endémique du Sri Lanka.

## Description
L'holotype mesure 100 mm.

## Systématique et taxinomie
Cette espèce a été décrite sous le protonyme Scorpio gravimanus par Pocock en 1894. Elle est placée dans le genre Heterometrus par Kraepelin en 1899 puis dans le genre Srilankametrus par Prendini et Loria en 2020.

## Publication originale
- Pocock, 1894 : « A small contribution to our knowledge of the scorpions of India. » Annals and Magazine of Natural History, sér. 6, vol. 13, p. 72-84 (texte intégral).